# Becket (Film)
Becket ist ein britisches Filmdrama des Regisseurs Peter Glenville aus dem Jahr 1964 nach dem Bühnenstück Becket oder die Ehre Gottes (Originaltitel: Becket ou l’honneur de Dieu) von Jean Anouilh.

## Handlung
Heinrich II., normannischer König von England, hat Probleme mit der Kirche. Als der Erzbischof von Canterbury stirbt, setzt der König an Stelle eines treuen Kirchenmannes einen Sachsen, seinen treuen Kanzler, Freund und alten Zechkumpanen Thomas Becket ein. Zum Unwillen Heinrichs hat Becket allerdings seine eigenen Auffassungen und Ansichten, für die er auch einsteht. Becket überwirft sich mit dem König, was letztendlich zu seiner Ermordung in der Kathedrale von Canterbury führt.

## Kritiken
„Schwerblütige, aber ausgezeichnet gespielte Verfilmung des Bühnenstücks von Jean Anouilh, das den historischen Konflikt zwischen König Heinrich II. von England und dem Erzbischof Thomas Becket (1115–1170) als notwendiges Übel sehr irdischer Machtkämpfe relativiert und den Wandel des heiliggesprochenen Märtyrers vom Weltmann zum Bekenner nur psychologisierend erfaßt. Der Film sucht Anouilhs bissige antiklerikale Ironie vorsichtig abzumildern“, so das Lexikon des internationalen Films.

## Hintergrund
Am Broadway wurde das Stück 1959 mit Laurence Olivier als Becket und Anthony Quinn als König Heinrich aufgeführt. Als Quinn seine Rolle niederlegte, wechselte Olivier in die Rolle des Königs und Arthur Kennedy übernahm die Rolle Beckets.
Einer der wenigen Filme, für die gleich zwei Schauspieler (Burton und O’Toole) für den Oscar als Bester Hauptdarsteller nominiert wurden.
Die deutsche Erstaufführung war am 2. Oktober 1964.

## Auszeichnungen
- 1964: British Society of Cinematographers Award für Geoffrey Unsworth
- 1965: Oscar in der Kategorie Bestes adaptiertes Drehbuch, 11 weitere Nominierungen
- 1965: Golden Globe in den Kategorien Bester Film – Drama und Bester Hauptdarsteller – Drama (O’Toole)
- 1965: Auszeichnungen für Kamera, Ausstattung und Kostüme bei den British Film Academy Awards
- 1965: Golden Laurel für Burton
- 1965: Writers Guild of America Award für das Drehbuch

## Deutsche Fassung
Die deutsche Synchronfassung entstand durch die Berliner Synchron GmbH nach dem Dialogbuch von Fritz A. Koeniger unter der Dialogregie von Klaus von Wahl.
| Rolle                            | Darsteller     | Synchronsprecher |
| -------------------------------- | -------------- | ---------------- |
| Thomas Becket                    | Richard Burton | Holger Hagen     |
| König Heinrich II.               | Peter O’Toole  | Jürgen Goslar    |
| König Ludwig VII. von Frankreich | John Gielgud   | Wolfgang Büttner |
| Kardinal Zambelli                | Gino Cervi     | Martin Hirthe    |
| Papst Alexander III.             | Paolo Stoppa   | Hugo Schrader    |
| Bischof Folliot                  | Donald Wolfit  | Wilhelm Borchert |
| Matilda                          | Martita Hunt   | Lu Säuberlich    |
| Eleonore von Aquitanien          | Pamela Brown   | Gudrun Genest    |
| Erzbischof von Canterbury        | Felix Aylmer   | Paul Wagner      |
| Baron                            | Percy Herbert  | Arnold Marquis   |
| Robert de Beaumont               | Inigo Jackson  | Heinz Petruo     |